# Günter Fürhoff
Günter Fürhoff (Essen, 6 d'octubre de 1947-Würzburg, 25 de gener de 2016) va ser un futbolista alemany que jugava en la demarcació de migcampista.

## Biografia
Encara que formava part de l'equip des de 1968, no va debutar com a futbolista en 1968 amb el Rot-Weiss Essen a les mans de l'entrenador Herbert Burdenski fins al 16 d'agost de 1969 en un partit de la Bundesliga contra el FC Bayern de Múnic. Va jugar en el club durant deu temporades —6 en la Bundesliga i 4 en la Regionalliga West. El seu únic títol com a futbolista ho va aconseguir en la temporada 1972/1973 quan va guanyar la Regionalliga West. El seu millor assoliment amb el club en primera divisió va ser un vuitè lloc aconseguit en la temporada 1975/1976. En 1978 es va ser traspassat al FV 04 Würzburg de la 2. Bundesliga. Va jugar en l'equip durant dos anys, retirant-se finalment com a futbolista en 1980.
Va morir el 25 de gener de 2016 en Würzburg als 68 anys després de sofrir un càncer de pulmó.

## Clubs
| Club            | País     | Any         | Partits | Gols |
| --------------- | -------- | ----------- | ------- | ---- |
| Rot-Weiss Essen | Alemanya | 1968 - 1978 | 193     | 23   |
| FV 04 Würzburg  | Alemanya | 1978 - 1980 | 69      | 9    |

## Palmarès

### Campionats nacionals
| Títol             | Club            | País     | Any  |
| ----------------- | --------------- | -------- | ---- |
| Regionalliga West | Rot-Weiss Essen | Alemanya | 1973 |